# 297
Évszázadok: 2. század – 3. század – 4. század
Évtizedek: 240-es évek – 250-es évek – 260-as évek – 270-es évek – 280-as évek – 290-es évek – 300-as évek – 310-es évek – 320-as évek – 330-as évek – 340-es évek
Évek: 292 – 293 – 294 – 295 –  296 – 297 – 298 – 299 – 300 – 301 – 302

## Események

### Római Birodalom
- Maximianus császárt és Galerius caesart választják consulnak.
- Constantius Chlorus caesar Britanniából visszatér Galliába és rajnai határhoz.
- Maximianus véres hadjáratot indít Észak-Afrikában a lázadó berber törzsek ellen.
- Diocletianus császár adóreformot hajt végre, egységesíti a birodalmon belül a befizetendő adókat.
- Lucius Domitius Domitianus egyiptomi kormányzó fellázad (talán az adóreform hatására) és császárrá kiáltja ki magát. Diocletianus Egyiptomba vonul, hogy leverje a felkelést. Decemberben Domitianus meghal és helyettese, Aurelius Achilleus veszi át a felkelés vezetését, akit Diocletianus ostrom alá vesz Alexandriában.
- Galerius caesar az előző évben elszenvedett súlyos vereség után új sereget gyűjt a perzsák ellen; gót zsoldosokat és a perzsák által országukból elűzött örményeket is felfogad.

## Születések
- Murong Huang, a kínai Korai Jang-dinasztia császára

## Halálozások
- Csen Sou, kínai történetíró, A három királyság krónikája szerzője

## Fordítás
- Ez a szócikk részben vagy egészben  a(z)   297 című angol Wikipédia-szócikk ezen változatának fordításán alapul.  Az eredeti cikk szerkesztőit annak laptörténete sorolja fel. Ez a jelzés csupán a megfogalmazás eredetét és a szerzői jogokat jelzi, nem szolgál a cikkben szereplő információk forrásmegjelöléseként.